# 助熔劑
助熔劑泛指各種可以降低物質熔點的物質。助熔劑最常運用於冶金術上，可使金屬在較低的溫度也能進行冶鍊、焊接等工作。助熔劑因常含酸性物質，若不慎吸入過多可能造成中毒。
一般在固態反應法為促使高溫相反應較易進行，通常利用助熔劑的添加來達到效果。助熔劑可以幫助晶粒成長、消除雜相，且可促進活化劑的參雜，使活化劑固融進入主體晶格內。最重要的是可以使製備的燒成溫度降低，可進一步改善粉體的形狀與粒徑大小。
助熔劑的選擇，一般會選熔點較低的，不會選用熔點高於燒結溫度的化合物。理想的助熔劑中溶解度高，並且不會與反應物發生化學反應、形成副產物或改變最終產物的特點。